# Comité International Permanent des Études Mycéniennes
Das Comité International Permanent des Études Mycéniennes (CIPEM, englisch: Standing International Committee for Mycenian Studies) ist eine 1956 gegründete, mit der UNESCO affiliierte Einrichtung zur Standardisierung auf dem Gebiet der Mykenologie und verwandten Gebieten. Ihr Gegenstand sind die nicht-alphabetischen Schriftsysteme der antiken griechischen Welt, die Kretischen Hieroglyphen, Linear A und Linear B in der Ägäis der Bronzezeit sowie die Kypro-Minoische Schrift und die Kyprische Silbenschrift in der Bronze- und Eisenzeit auf Zypern.
Ihr obliegt die Ausrichtung internationaler Kolloquien zur Mykenologie, von denen bisher dreizehn durchgeführt wurden. Das dreizehnte fand 2010 in Paris statt, das vierzehnte 2015 in Kopenhagen.